# Israel Gelfand
Israel Gelfand (2. září 1913 Okni – 5. října 2009 Nový Brunšvik) byl ukrajinsko-sovětsko-americký matematik židovské národnosti. Roku 1978 získal Wolfovu cenu za matematiku a stal se tak s Carlem Ludwigem Siegelem vůbec prvním nositelem. Oceněn byl zejména za příspěvky k teorii grup, reprezentační teorii a funkcionální analýze. Napsal též několik prací z oblasti biologie, zejména buněčné.
Roku 1932 vystudoval matematiku na Lomonosovově univerzitě v Moskvě, jeho učitelem zde byl především Andrej Nikolajevič Kolmogorov. Habilitoval se roku 1938. V roce 1990 se přestěhoval do Spojených států a od té doby pracoval na Rutgersově univerzitě v New Jersey, kde působil jako profesor matematiky a biologie.